# O Bem-Amado (filme)
O Bem Amado é um filme brasileiro de 2010, do gênero comédia dramática, dirigido por Guel Arraes, cujo roteiro é baseado na peça de teatro Odorico, o Bem-Amado ou Os Mistérios do Amor e da Morte e na telenovela homônima, ambas criadas por Dias Gomes, cuja estória se passa na cidade fictícia de Sucupira. Seu orçamento girou em torno R$ 9,8 milhões.
O filme foi exibido no 14º Cine PE Festival do Audiovisual, o Festival de Recife. Durante a pré-estreia do filme no Rio de Janeiro, a atriz Drica Moraes foi homenageada mas, ainda recuperando-se do tratamento contra a leucemia, ela não pôde comparecer ao evento.
A Globo fez uma minissérie com as cenas do filme e dividiu estas cenas em quatro capítulos, apresentados de 18 a 21 de janeiro de 2011. Foi reapresentada no Viva de 14 de maio a 4 de junho de 2022, sendo exibida aos sábados, às 20h30, substituindo Ó Pai, Ó (que encerrou duas semanas antes devido à exibição dos primeiros episódios da terceira temporada do Big Brother Brasil) e sendo substituída por Gonzaga: de Pai pra Filho.

## Sinopse
O Bem Amado conta a história do prefeito Odorico Paraguaçu, que tem como meta prioritária em sua administração na cidade de Sucupira a inauguração de um cemitério. Odorico arma situações para que alguém morra, mas o primeiro corpo a ser sepultado em Sucupira será o do próprio prefeito.

## Elenco
| Intérprete           | Personagem          |
| -------------------- | ------------------- |
| Marco Nanini         | Odorico Paraguaçu   |
| José Wilker          | Zeca Diabo          |
| Matheus Nachtergaele | Dirceu Borboleta    |
| Andréa Beltrão       | Dulcinéia Cajazeira |
| Zezé Polessa         | Dorotéia Cajazeira  |
| Drica Moraes         | Judicéia Cajazeira  |
| Tonico Pereira       | Vladmir Gouveia     |
| Caio Blat            | Neco Pedreira       |
| Maria Flor           | Violeta Paraguaçu   |
| Bruno Garcia         | Ernesto Cajazeira   |
| Edmilson Barros      | Chico Moleza        |

## Trilha sonora
1. Essa Terra - Caetano Veloso
2. A Vida É Ruim - Zélia Duncan
3. Carcará - Zé Ramalho
4. Nossa Canção - Mallu Magalhães
5. Jingle do Odorico - Nina
6. Boggie Sem Nome - Bob Galo
7. Chacha das Cajazeiras
8. Cajazeira Tentação
9. A Bandeira do Meu Partido - Jorge Mautner
10. A Vida É Ruim - música instrumental